# 우홍
우홍(牛弘, 545년 ~ 611년 1월 21일)은 수나라의 역사가이자 정치가이다.